# Stereo (Pavement)
Stereo è un singolo del gruppo musicale statunitense Pavement, pubblicato nel 1997 come estratto dal quarto album in studio Brighten the Corners. Pubblicato dalla Domino Records, contiene due lati B: "Westie Can Drum" e  "Winner of The." È stato pubblicato contemporaneamente alla versione 7 pollici che contiene due diversi lati B. Si tratta della prima canzone di Everything Is Nice: The Matador Records 10th Anniversary Anthology di Matador Records. NME l’ha classificata come 15ª miglior canzone del 1997.
Alcuni CD contengono il lato B del 7 pollici "Birds in the Majic Industry".

## Composizione e testo
Il testo della canzone contiene diversi riferimenti a icone della cultura popolare.
- La frase ripetuta diverse volte "Hi-Ho Silver, Ride" nel ritornello è un riferimento al tormentone di Lone Ranger.
- Parte della seconda strofa parla della caratteristica voce alta del cantante dei Rush Geddy Lee.

## Tracce
Testi e musiche di Stephen Malkmus.
1. Stereo – 3:09
2. Westie Can Drum – 4:10
3. Winner Of The – 2:48

Durata totale: 10:07